# Холман, Джеймс (политик)
Джеймс Сандерс Холман (англ. James Sanders Holman, 7 февраля 1804 — 8 декабря 1867) — предприниматель, американский политик, первый мэр Хьюстона.

## Биография
Джеймс Холман родился 7 февраля 1804 года в округе Гаррисон штата Кентукки, США. Родители — Анна и Исаак Холманы. В 1817 году семья переехала в Линкольн (штат Теннесси). В 1822 году женился на своей кузине Марте Вильсон Холман, у них было девять детей. Осенью 1834 года Джеймс Холман со своим братом Уильямом переехал в Сан-Огастин (штат Техас). Во время войны за независимость Техаса участвовал в обороне Бехара, за что позже был награждён землями. После окончания войны и основания Хьюстона, в 1837 году, начал работать в рекламном агентстве. 28 августа 1837 года избран мэром Хьюстона, став первым в этой должности, однако продержался недолго и в декабре того же года оставил пост. В 1838 году неудачно баллотировался в Конгресс США.
После ухода с поста районного чиновника он назначил Томаса Бэгби своим агентом. В начале 1840-х годов ездил в Нью-Йорк и Вашингтон, для защиты аннексии Техаса, продвижения развития железных дорог и вовлечения в спекуляцию землями. Также в этом время он периодически ездил в Теннесси, где проживала его семья. Примерно в 1854 году вся семья переехала в округ Тревис (Техас). В 1856 году Холман был в Филадельфии и в Нью-Йорке, представлял деловые круги Техаса, и писал Ашбелю Смиту, что он ожидал успех на своих предприятиях. Холман был делегатом от города Эль-Пасо на Демократической государственной конвенции в Далласе, проходившей 18 апреля 1860 года. Во время Гражданской войны работал в Военном Совете Техаса с апреля 1864 года, в 1865 году Совет прекратил функционировать. После войны стал курировать строительство железной дороги в Хьюстоне и Техасе. Скончался 8 декабря 1867 года в городе Брайан от лихорадки.